# Borsch de chucrut
El borsch de chucrut es un plato tradicional que se sirve para el desayuno de Pascua. Esta sopa se elabora con chucrut cocida en base a agua de carne ahumada (por ejemplo, jamón). Al final de la cocción, el borsch se añade crema de leche, se añaden dados de salchicha y huevos y se adereza con una gran cantidad de rábano picante rallado.
Karczmiski borsch
El 19 de abril de 2018, el borsch del pueblo de Karczmiska, en la provincia de Lublin, se añadió a la lista de productos regionales. La col ocupaba un lugar importante entre los cultivos de la zona. Desde el siglo XIX, una vez terminada la cosecha, los aldeanos se reunían para fermentarla. Fue un acontecimiento importante en la vida de la comunidad. El jugo de chucrut (kwas) se utilizaba como base para cocinar el borsch. Al final de la cocción, se añadía crema de leche, salchicha y huevos. En esta región era un plato universal.